# Ulrik Frederik Gyldenløve
Ulrik Frederik Gyldenløve (en alemany Ulrich Friedrich Gyldenlöwe i en danès Ulrik Frederik Gyldenløve) va néixer a Bremen (Alemanya) el 20 de juliol de 1638 i va morir a Hamburg el 17 d'abril de 1704. Va ser un militar noruec, fill il·legítim del rei Frederic III de Dinamarca i de la seva amistançada Margarida Pape
(1620-1683).
El seu pare, aleshores príncep Frederic, era alhora príncep-Arquebisbe de Bremen i el coadjutor del bisbat de Halberstadt. Allí va conèixer Margarida Pape, a qui el pare de Frederic, Cristià IV de Dinamarca va atorgar el títol de baronessa de Løvendal. Quan el seu pare va assumir la corona danesa el 1648, Ulric Frederic va prendre el cognom Gyldenløve emprat per tots els fills il·legítims del rei.
Durant la primera meitat de la dècada de 1650, va viatjar per Europa i va visitar França, Itàlia i Espanya, fins que el 21 d'agost de 1655 es va naturalitzar com a noble danès. El 1671, va fundar la ciutat de Laurvig, essent nomenat comte de Laurvig.
Va ser un estadista i general noruec líder en la guerra d'Escània, que va arribar a ser anomenada també la guerra de Gyldenløve. Gyldenløve va prendre part en la guerra entre Dinamarca i Suècia, aconseguint un èxit notable en la Batalla de Nyborg el 14 de novembre de 1659. El 1664 va ser nomenat Statholder (virrei) a Noruega, on es va convertir en un ferm defensor de moltes reformes, com ara un sistema tributari simplificat i l'establiment d'una Cort d'Apel·lacions separada de la de Dinamarca. També va procurar la construcció i millora de les fortaleses al llarg de la frontera sueca. El 1666 va ser nomenat comandant en cap de l'exèrcit de Noruega, que va vèncer en la guerra d'Escània (1675-1679).

## Matrimoni i fills
El comte Ulric Frederic es va casar tres vegades: una primera, amb Sofia Urne (1625-1714), amb qui va tenir dos fills bessons, Carles (1660-1689 i Woldemar (1660-1740), i de qui es va divorciar tot seguit. En segon lloc es casà amb Maria Grubbe (1643-1718), de qui també es va divorciar el 1670. I, finalment, el 16 d'agost de 1677 es casà amb Antonieta Augusta d'Aldenburg (1660-1701), filla d'Antoni I d'Aldenbug (1633-1680) i d'Augusta Joana de Sayn-Wittgenstein (1638-1669). D'aquest tercer matrimoni en nasqueren:
- Ulric Frederic, nascut mort el 1678.
- Cristià Antoni, nascut i mort el 1679.
- Frederic Cristià (1681-1696).
- Carlota Amàlia (1682-1699), casada amb Cristià de Gyldenlove-Samsoe (1674-1703).
- Ulrica Augusta, nascuda i morta el 1684.
- Ulrica Antonieta (1686-1755), casada amb Carles d'Ahlefedt (1670-1722).
- Cristiana Augista (1687-1689).
- Ferran Antoni (1688-1754), casat primer amb Mette Caterina d'Ahlefeldt (1686-1712), i després amb Ulrica Elionor de Reventlow (1690-1754).
- Margarida Cristiana (1694-1761), casada amb Jordi II de Leiningen-Westerburg (1666-1726).
- Sofia Hedwig, nascuda i morta el 1696.

Fora del matrimoni, amb la seva amistançada Maria Meng, va tenir un fill: Guillem de Ulrichsdal (1692-1765).